# 初版
初版（）とは、出版された書物の最初の版。第1版ともいう。同一の版のうち最初に印刷されたものを初刷（、はつずり）、または第1刷（）という。また、一般的には初版初刷のことを単に初版ということが多い。
初版が重版された場合、その本の奥付には「初版第○刷」「第1版第○刷」（○は重版回数）と表記される。重版の際内容の変更や訂正があった場合は、「第○版」（○は改訂・訂正回数）と表記されるのが普通である。
初刷は最も誤字、脱字、乱丁などのミスが多い。